# 西湖天地
西湖天地位于中国杭州市上城区，是一個以休閑功能為主，集餐飲，娛樂和零售設施於一體的項目，毗邻西湖南线风景区。

## 历史
一期占地5万8千平方米，于2003年开业。项目为浙江省人民政府邀请，是设计上海新天地的香港瑞安集团投资的一系列商业娱乐场之一，由美国设计师本杰明操刀设计。以杭州独有的园林和历史建筑为基础，配合部分现代技术，充分表现了杭州的文化。西湖天地毗邻西湖十景之一的“柳浪闻莺”，距离钱王祠、西湖博物馆、涌金池等景点更是一步之遥。同上海新天地改造石库门建筑不同的是，西湖天地保留的是浙派民居，别具一格，具有山水园林的特色。
2014年5月30日，瑞安房地產宣佈出售瑞安房地產於杭州西湖天地項目的全部間接權益，之前二期项目的设计已于2010年出炉。2015年7月，滨江集团发公告，与杭州西湖天地开发有限公司签订《西湖天地二期房地产项目委托开发管理合同书》，宣布其全资子公司滨江房产建设管理有限公司接受委托，将接手西湖天地二期的开发管理，负责项目的整体开发管理，委托开发管理费为7500万元，但没过多久，滨江集团也退出项目的开发，在这之后，项目由杭州西湖天地开发有限公司全权负责。最终，项目由巨星集团（巨星科技）旗下杭州西湖天地有限开发公司负责，施工单位为浙江中豪建设工程有限公司，设计方为曾主导设计杭州湖滨银泰in77以及湖滨步行街提升改造工程的波士顿国际。。二期项目为商业、办公楼项目，总用地面积近2万平方米，总建筑面积近8.3万平方米，由17幢2-6层的建筑组成，建筑高度最高为23米。一层规划有部分自持商业、物业用房、回迁餐饮商业，2层以上多规划为办公用途。地下停车库有三层。